# 蒂姆·休斯顿
蒂莫西·杰罗姆·休斯顿 MLA （1970年4月10日—），通称蒂姆·休斯顿（英語：Timothy Jerome Houston），加拿大政治人物，現任新斯科舍省省长，现任新斯科舍进步保守党党魁和皮图东省议员。他于2018年10月成为新斯科舍进步保守党党魁和官方反对党党魁。他和进步保守党在2021年省选中赢得了多数政府。2024年省选中进步保守党再次赢得了多數政府。

## 外部連結
- （英文）新斯科舍省議會網站 蒂姆·休斯顿議員簡介 （页面存档备份，存于）